# 11592 Clintkelly
11592 Clintkelly è un asteroide della fascia principale. Scoperto nel 1995, presenta un'orbita caratterizzata da un semiasse maggiore pari a 2,2276061 UA e da un'eccentricità di 0,1405791, inclinata di 3,96774° rispetto all'eclittica.